# Виконання наказу (фільм)
«Виконання наказу» (англ. Chain of Command) — американський бойовик 1994 року.

## Сюжет
Політична інтрига загрожує вилитися у велику міжнародну катастрофу. Усякий її учасник — потенційний мрець. У числі втягнутих у смертельний вир подій — колишній «зелений берет» і співробітник ЦРУ Меррілл Росс. Він — справжній герой, надійний і безкомпромісний, але навіть такі виявляються підставленими в грі, де справжні «тузи» завжди залишаються в тіні.

## У ролях
- Майкл Дудікофф — Меррілл Росс
- Тодд Кертіс — Ролінгс
- Керен Тішман — Майя Робеновіч
- Р. Лі Ермі — Бенджамін Брюстер
- Стів Грінштейн — Посол Мосби
- Джек Едаліст — директор ЦРУ Ліндер
- Елі Данкер — полковник Хаккім
- Джон Дж. Херісон — Аткінс
- Давід Менахем — лідер опору
- Елі Яцпан — Ахмед, водій
- Ярон Леві Сабаг — Мустафа
- Самі Самір — водій вантажівкі
- Джонатан Черчі — Омар
- Йосип Шиллоах — Азіл
- Шай Шварц — Картер
- Жан-Марк Біссон — Вінстон
- Кевін Вілліс — Арчер
- Майк Альтман — Краєнскі
- Орі Леніадо — агент ЦРУ
- Зві Форман — агент ЦРУ
- Гай Норріс — агент ЦРУ
- Евятар Лазар — агент ЦРУ
- Артур Лівінгстон — агент ЦРУ
- Майкл Грінспен — тележурналіст
- Ірена Шульман — офіціантка
- Офер Шикартсі — перший солдат
- Ранан Хефец — охоронець
- Гаді Рабіновіц — агент
- Хашем Яссін — агент
- Елі Дор Хаім — працівник 1